# Hawi al-Hawa
Hawi al-Hawa – miejscowość w Syrii, w muhafazie Ar-Rakka, w dystrykcie Ar-Rakka. W 2004 roku liczyła 1651 mieszkańców.